# Taxi aerian
Serviciile de Taxi Aerian efectuează zboruri la comandă pentru transportul pasagerilor, mărfurilor sau poștei (aici sunt incluse și zborurile care se efectuează pentru poziționarea unei aeronave la punctele de unde se preia sau unde se debarcă bunul transportat); în general comenzile pentru cursele de taxi aerian se dau cu puțin timp înainte de cursă și presupun, în cazul pasagerilor, transportul unui număr mic de persoane.